# مارلوو (نیوهمپشایر)
مارلوو (به انگلیسی: Marlborough) شهری در ایالت نیوهمپشایر کشور ایالات متحده آمریکا است که جمعیت آن در سرشماری سال ۲۰۱۰ میلادی، ۱٬۰۹۴ نفر بوده‌است.

## نگارخانه

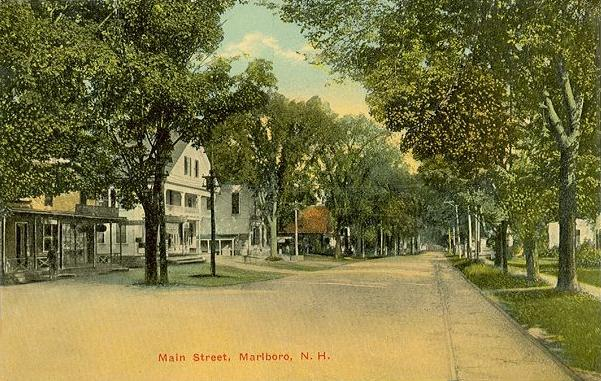
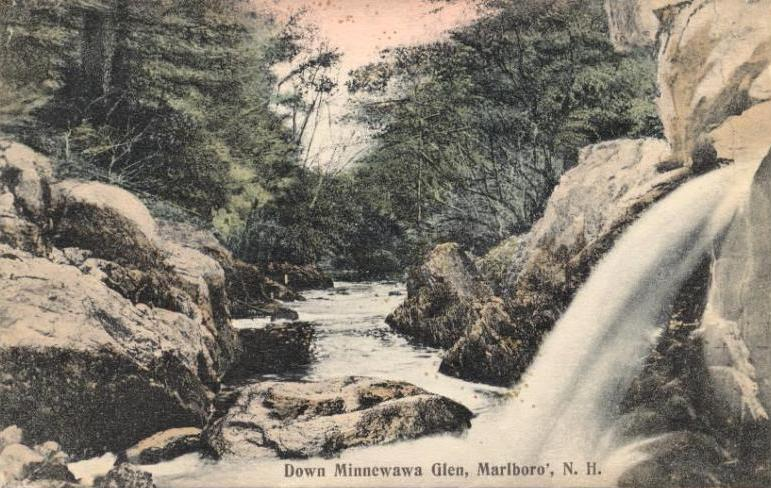
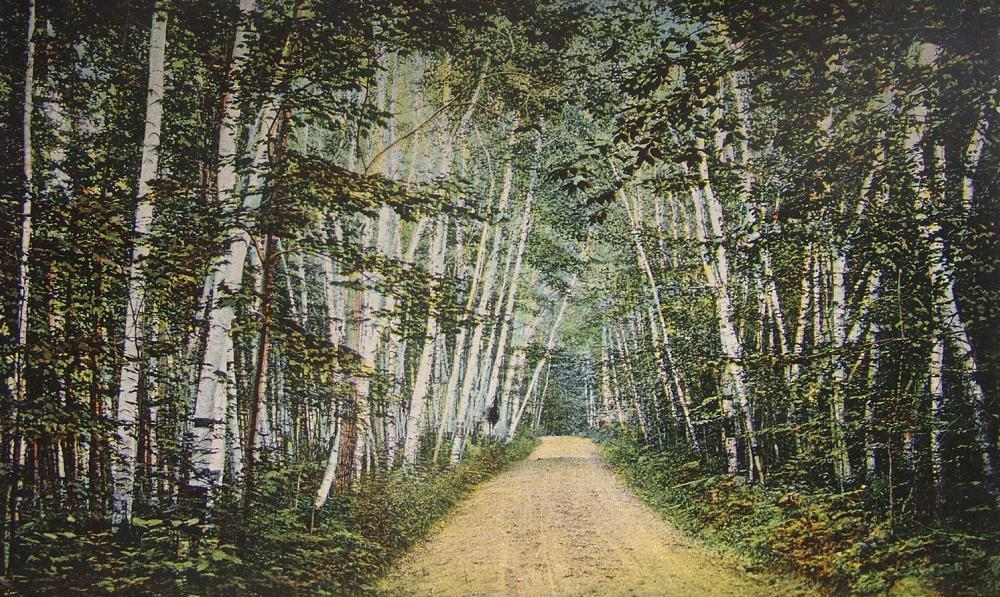